# Boucardicus fidimananai
Boucardicus fidimananai là một loài ốc có nắp, là động vật thân mềm chân bụng sống trên cạn trong họ Cyclophoridae.
Đây là loài đặc hữu của Madagascar. Môi trường sống tự nhiên của chúng là các khu rừng khô nhiệt đới hoặc cận nhiệt đới. Nó bị đe dọa do mất nơi sống.